# Axel Gabriel Carlson
Axel Gabriel Carlson, född 23 juli 1804 i Slöta socken, död 20 mars 1888 i Skövde, var en svensk läkare och kommunalpolitiker.
Carlson var son till kyrkoherden i Slöta, kontraktsprost Benedictus Johan Carlson. Han genomgick Skara trivialskola och gymnasium, blev student vid Lunds universitet 1822, student vid Uppsala universitet 1827, medicine kandidat 1831, kirurgie magister 1833 och medicine doktor 1835. Redan 1828 blev han stipendiat i fältläkarkåren, fungerade som underläkare vid garnisonssjukhuset 1829 och var senare extra läkare där vid olika tillfällen 1833–1834. År 1831 var han uppbörds- och karantänsläkare vid Slitö, blev pensionär i fältläkarkåren 1831 och var 1832 tillförordnad underkirurg vid Serafimerlasarettet. Carlson blev 1833 ledamot av Svenska läkarsällskapet och var dess ordförande 1845–1846.
År 1833 blev Carlson tillförordnad bataljonsläkare vid Älvsborgs regemente, var sjukhusläkare vid garnisonssjukhuset i Stockholm 1834-35, fattigläkare i Kungsholmens församling 1834-35, sjukhus- och distriktsläkare i Stockholm under koleraepidemin 1834 och ledamot av direktionen för Murbeckska inrättningen för fattiga flickors uppfostran 1836–1869. Han var tillförordnad fabriksfattigläkare i Stockholm 1836, ordinarie fabriksfattigläkare där 1837–1842, medarbetare i tidskriften Hygiea 1839–1859 samt överläkare vid Stockholms stads och läns kurhus 1842–1856.
Carlsson föreläste på kanslihuset över de veneriska sjukdomarna 1843–1844, var ledamot av överstyrelsen för Stockholms stads brandstodsbolag 1844–1871, företog 1844 en studieresa genom Danmark, Tyskland, Storbritannien, Belgien och Frankrike, var 1845–1857 läkare för tullbetjäningen i Stockholm, vice ombudsman och fiskal i sundhetskollegium 1846 samt tillförordnad ombudsman och fiskal där 1848–1849. Han var ledamot av överstyrelsen för Stockholms stads brandförsäkringskontor 1851–1859 och 1861–1873 och därunder bland annat ledamot av dess stadgekommitté 1856, överläkare vid kolerasjukhuset i Storkyrkoförsamlingen 1853, ledamot av Stockholms stads sockenstämmonämnd 1854-59 och av kommittén angående förbättrad själavård i Stockholm 1856–1860. Han var sekreterare vid medicinska och hygieniska sektionerna vid skandinaviska naturforskarmötet i Kristiania 1856 och en av de svenska kommittérande för 1858 års skandinaviska naturforskarmöte i Köpenhamn. 
Carlson blev förste stadsläkare i Stockholm 1857, var ledamot av Stockholms stads nämnd 1857–1864 och av direktionen för Strandbergska läkarinrättningen för fattiga ståndspersoner 1857. Med bibehållande av stadsläkarbefattningen var han 1858–1865 tillförordnat medicinalråd i sundhetskollegium och ordförande i kommittén angående sundhetsförhållandenas ordnande 1858–1859. Carlson var även ledamot av direktionen över Stockholms allmänna barnhus 1858–1865, av direktionen över allmänna barnbördshuset 1858–1865, ordförande i kommittén angående förbättrad gaturenhållning i Stockholm 1861, ledamot av kommittén angående Stockholms stads byggnadsordning 1863, stadsfullmäktig i Stockholm 1863–1868 och som sådan bland annat ledamot av beredningsutskottet 1863–1868 och av sundhetsnämnden 1863–1866. Han erhöll avsked från sin position som förste stadsläkare 1869.
Carlson var dessutom ledamot av direktionen över prins Carls uppfostringsinrättning för fattiga och vanvårdade barn, av direktionen för Gymnastisk-ortopediska institutet, av kommittéer angående Stockholms stads allmänna arbetshus, angående bolagsregler för Stockholms gaslysningsaktiebolag, angående fattigsjukvården i Stockholm och angående ett vattenledningsförslag för Stockholm, av Storkyrkoförsamlingens skolstyrelse och av kommittén angående avlöning åt Storkyrkoförsamlingens präster.
Carlson var ägare till ett flertal fastigheter i Stockholm. År 1870 bosatte han sig i Mariefred, 1872 på Eriksbergs herrgård i Kvillinge socken och 1876 i Skövde.
Carlson blev riddare av Nordstjärneorden 1854, riddare av Dannebrogsorden 1858, medicine jubeldoktor i Uppsala 1885.